# Arlene Golonka
Arlene Golonka, née le 23 janvier 1936 à Chicago et morte le 31 mai 2021, est une actrice américaine d'origine polonaise.

## Biographie
Arlene Golonka est née en 1936 à Chicago. Elle commence sa carrière à l'adolescence pour entrer au Summer stock theatre (en). Après ses études au Goodman Theatre elle s'installe à New York où elle perfectionne son métier avec Lee Strasberg, Sanford Meisner et Uta Hagen.
C'est le 17 novembre 1958 qu'elle joue son premier rôle important aux côtés de Ben Gazzara dans la pièce The Night Circus au Shubert Theater à New Haven. Le 2 décembre de la même année la pièce est transférée à Broadway pour disparaître de l'affiche après sept représentations. Malgré le manque de succès Arlene continue à jouer dans les pièces suivantes : Take Me Along avec Jackie Gleason, Walter Pidgeon et Robert Morse, Come Blow Your Horn (la première pièce de Neil Simon) et Vol au-dessus d'un nid de coucou avec Kirk Douglas. Dans les années 1965 - 1966, elle apparaît dans des films tournés à New-York. En 1967 elle déménage à Los Angeles pour tenter sa chance à la télévision. Elle fait des nombreuses apparitions dans les séries américaines des années 1960, 1970 et 1980. Elle joue des seconds rôles dans une trentaine des films parmi lesquels on trouve: Les Plaisirs de Pénélope, Pendez-les haut et court, Les Naufragés du 747 et beaucoup d'autres. Elle offre également sa voix dans les dessins animés Speed Buggy, Yogi, Des Souris à la Maison-Blanche, Yogi et compagnie et Fantomatiquement vôtre, signé Scoubidou.
Arlene Golonka était membre à vie de l'association Actors Studio.

### Vie privée
Arlene Golonka s'est mariée à deux reprises avec Michael Longo (1963–1967) puis avec Larry Delaney (1969-1977).

## Théâtre
- 1958 : The Night Circus
- 1959 : Take Me Along
- 1961 : Come Blow Your Horn
- 1963 : Vol au-dessus d'un nid de coucou

## Filmographie

### Cinéma
- 1965 : Harvey Middleman, Fireman (en)
- 1966 : Les Plaisirs de Pénélope
- 1967 : The Busy Body
- 1967 : Frontière en flammes
- 1968 :  Pendez-les haut et court (Jennifer la prostituée)
- 1977 : Les Naufragés du 747
- 1979 : Ne tirez pas sur le dentiste
- 1979 : Le Vampire de ces dames
- 1980 : The Last Married Couple in America de Gilbert Cates
- 1983 : L'été du bac (en) (My Tutor)
- 1990 : The End of Innocence (en)
- 2001 : A Family Affair

### Télévision
- 1963 : Car 54, Where Are You?
- 1967-1968 : That Girl (en)
- 1967 : La Sœur volante (The Flying Nun)
- 1967 : The Andy Griffith Show
- 1968 : Max la Menace
- 1968 : Les Espions
- 1971-1974 : The Mary Tyler Moore Show
- 1972 : MASH
- 1973 : Cannon
- 1973 : All in the Family
- 1974 : Panique dans l'ascenseur (en) (The Elevator)
- 1974-1975 : Maude
- 1977 : Alice
- 1977 : The San Pedro Beach Bums (en)
- 1978 : 200 dollars plus les frais (The Rockford Files)
- 1978 : Au fil des jours
- 1978 : Taxi
- 1986-1990 : Arabesque (Murder, She Wrote)
- 1987 : Valérie
- 1991-1993 : Matlock
- 2005 : Un gars du Queens